# Lübecker Domkapitel 1705
Die Liste der Domherren des Lübecker Domkapitels 1705.

## Domkapitel 1705
Das Domkapitel bestand grundsätzlich aus 30 Domherren, die seit der Reformation größtenteils lutherisch waren. Es waren aber aufgrund der Normaljahr-Regelung bis zu vier Katholiken zugelassen, die als Catholici ausgewiesen wurden. Die Domherren teilten sich nach Eduard Vehse in zehn Panistae, drei Integrati, sechs Semi-Integrati und sieben Canonici in herbis sowie vier Distincti, welche die vorgenannte Einteilung mit durchliefen. Dabei erhielten die Panistae die am höchsten dotierten Pfründen, während Neuaufgenommene jeweils im niedrigsten Rang als Canonici in herbis, Anwärter, einstiegen. Um überhaupt die Chance zu haben, weit genug aufzusteigen, wurden die meisten Mitglieder bereits zum frühstmöglichen Termin mit sieben Jahren aufgenommen. In späteren Lebensjahren Aufgenommene fungierten dabei als Platzhalter, um im geeigneten Zeitpunkt zugunsten jüngerer Familienmitglieder zu resignieren. Aufgenommen wurden fast nur Adlige. Die Distincti wurden vom Fürstbischof bestimmt. Die Domherren erhielten Sitz und Stimme im Kapitel, wenn sie das Kanonische Alter von 25 Jahren erreicht hatten. 
Die Wahl des Dompropsten erfolgte seit dem Vergleich zwischen Stadt und Domkapitel von 1595 im Wechsel durch den Lübecker Rat und das Domkapitel. Seit dem 4. Mai 1701 waren Johann Ludwig von Pincier Propst und Dietrich Wilhelm von Witzendorff Dekan des Kapitels.
Die beiden Livonisten-Präbenden am Lübecker Domkapitel waren nach ihrem Stifter, dem Domdekan Johannes Livo († 1292), benannt und berechtigten nur zu Einkünften, aber nicht zu Sitz und Stimme im Kapitel.
Das Domkapitel hatte sich 1647 verpflichtet, sechs Mal hintereinander einen Angehörigen des Hauses Schleswig-Holstein-Gottorf zum Bischof zu wählen. Das Fürstbistum war so de facto zu einer Sekundogenitur der Gottorfer geworden. Dagegen richteten sich die Bestrebungen des dänischen Königshauses, das danach trachtete, einen dänischen Prinzen zum Koadjutor zu machen. Im Glückstädter Rezess von 1667 zwischen Herzog Christian Albrecht und König Christian V. machte Christian Albrecht das Zugeständnis, auch ein Angehöriger des Königshauses könne nach Ablauf von sechs fürstlichen Personen oder Generationen Koadjutor werden. Das eingefügte Wort Generationen, das in dem Vertrag von 1647 nicht vorkommt, hat in der Folge zu großen Streitigkeiten Anlass gegeben. Das Domkapitel war jedoch kein Vertragspartner und weigerte sich zunächst.
Im Kapitel entstanden nun aber zwei Fraktionen oder Parteien, eine dänische und eine gottorfische. Bei der Frage nach einem Koadjutor mit dem Recht der Nachfolge für Fürstbischof August Friedrich wurden sowohl für Prinz Christian August von Gottorf, wie für König Christians V. Sohn Carl (* 26. Oktober 1680; † 8. August 1729), einen jüngeren Bruder des dänischen Königs Friedrich IV. Ansprüche erhoben; der Kaiser empfahl dem Kapitel Prinz Carl und erteilte ihm die Rechte der Mündigkeit. Von Gottorfer Seite schickte man den damaligen Kammerjunker Georg Heinrich von Görtz nach Wien; er erreichte eine Verfügung des Reichshofrats vom 28. Juli 1700, die die Beschlüsse des Domkapitels genehmigte und bestätigte, das Koadjutorat bei Gottorf zu lassen. Von dieser Verfügung machte das Gottorfer Haus erst nach dem Frieden von Traventhal Gebrauch; in dessen Artikel 8 war festgelegt „dass der König von Dänemark es wegen des Vertrags von 1647 beim Glückstädter Rezess von 1667 bewenden lassen und solchen, auf keine Weise entgegen handeln wolle.“ Es war hier nicht von sechs Personen, sondern nur von sechs Generationen die Rede.

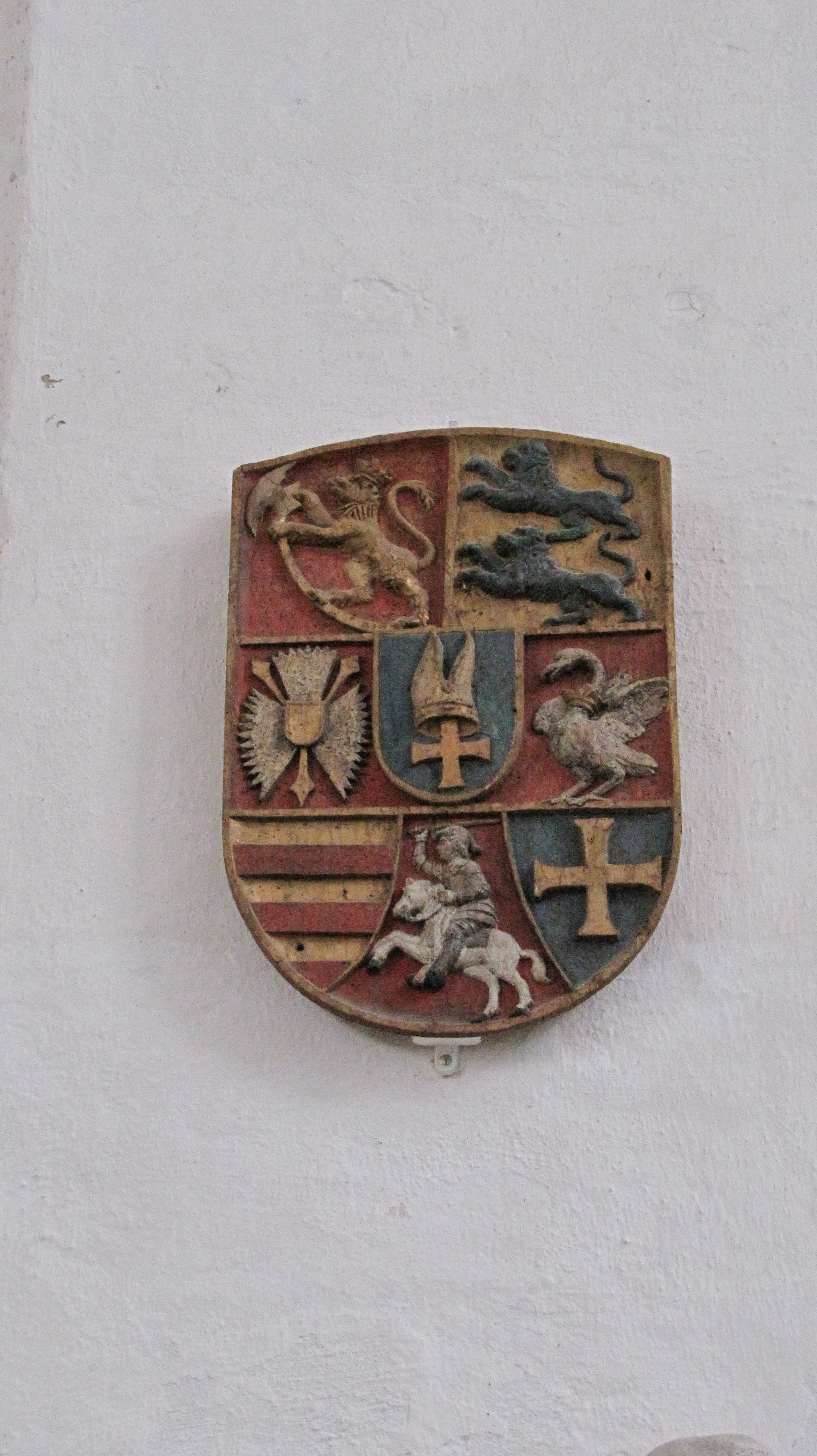
Wappen des Fürstbischofs August Friedrich im Lübecker Dom (um 1705)

Als am 11. Februar 1701 die Hauptstütze der dänischen Partei, der Domdechant Joachim von Rantzau starb, wurde Dietrich Wilhelm von Witzendorff zum Dechanten, der Geheimrat Pincier von Königstein aus dem Kreise des Kapitels zum Dompropst erwählt. Am 12. Mai 1701 schritt man zur Koadjutorwahl und wählte den Gottorfer Prinzen Christian August. Die dänische Partei war nicht erschienen; tags darauf versammelte sie sich eigens und wählte ihrerseits den Prinzen Carl von Dänemark zum Koadjutor. Zu dieser Partei gehörten die beiden Freiherren von Kielmannsegge, von Rheder, Johann von Wickede, Christian August Rantzau, Gottschalck Kirchring, Hinrich Fock, Franz Joachim Rantzau, Kasper von Elmendorf und Fr. von der Lippe.
Das Kapitel sah diese Absonderung einiger Mitglieder als unrechtmäßig an und suspendierte sie von ihren Präbenden. Beide Parteien erhoben ihre Beschwerden; der kaiserliche Hof schien nunmehr dem Gottorfischen Hause weniger günstig, allein Görtz wusste abermals am 3. Juni 1702 eine vorteilhafte Entscheidung des kaiserlichen Geheimen Rats zu erwirken. Dänischer Seits verwarf man diese, weil nur der Reichshofrat in der Sache erkennen könne. Die Angelegenheit war noch unentschieden, als Bischof Friedrich August am 2. Oktober 1705 plötzlich zu Eutin starb.
Es gab nun zwei Koadjutoren die beide das Recht zur Nachfolge beanspruchten, was zu einer militärischen Auseinandersetzung und zu Weihnachten 1705 zur Belagerung und Besetzung von Schloss Eutin durch die Dänen führte. Der Kommandeur der dänischen Truppen General Hartwig von Passow verlor bei der Einnahme des Schlosses sein Leben. Durch diplomatisches Eingreifen der englischen Königin Anne sowie der Generalstaaten und nach Zusicherung einer Rente wurde Prinz Carl jedoch zur Aufgabe seines Anspruches gebracht, so dass der Kandidat der gottorfischen und mit Schweden verbündeten Partei Christian August von Schleswig-Holstein-Gottorf die Nachfolge antreten konnte. Endgültig beigelegt wurde die Bischofsfrage nach Abschluss der Altranstädter Konvention, als Christian August 1709 vom Kaiser mit dem Hochstift Lübeck belehnt wurde.

### Panistae
1. Johann Ludwig von Pincier, bischöfliche Distinktpräbende, seit 2. September 1698 (seit 1701 Propst)
2. Dietrich Wilhelm von Witzendorff, seit 23. Juni 1670 (seit 1701 Dekan)
3. Friedrich Christian Kielman von Kielmansegg, seit 21. Februar 1652, 1705 Senior des Kapitels (dänische Partei)
4. Johann Adolph von Kielmansegg (1642–1711), seit 20. August 1655 (dänische Partei)
5. Anton Hinrich Meyer (1647–1707), seit 23. Februar 1656
6. Kaspar Andreas von Elmendorff, seit 4. Mai 1668, katholischer Domherr (dänische Partei)
7. Reimar Peter von Rheder, bischöfliche Distinktpräbende, seit 30. Mai 1668 (dänische Partei)
8. Johann von Wickede (1664–1732), seit 15. April 1674 (dänische Partei)
9. Gottschalk von Wickede (1668–1724), seit 18. Juli 1674
10. Christian August von Rantzau (1670–1738), bischöfliche Distinktpräbende, seit 1. September 1677 (dänische Partei)
11. Hermann Hinrich von Bornefeld (1672–1736), seit dem 28. Oktober 1678
12. Gottschalk Kirchring (Domherr) (1672–1719), seit 8. Februar 1681 (dänische Partei)
13. Hinrich Fock (1673–1730), seit 26. März 1681 (dänische Partei), Structuarius

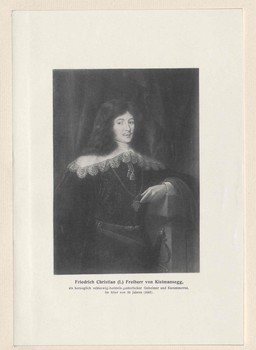
Friedrich Christian Kielman von Kielmansegg (1665)

### Canonici integrati
1. Joachim Christian Pincier (1671–1708), seit 14. Oktober 1682
2. Christian August von Berkentin (1666–1734), bischöfliche Distinktpräbende, seit 21. August 1684
3. Magnus von Wedderkop (Jurist, 1637) (1637–1721), holsteinische Distinktpräbende, seit 17. September 1686
4. Franz Joachim von Rantzau (1675–1732), seit 10. Dezember 1686 (dänische Partei)

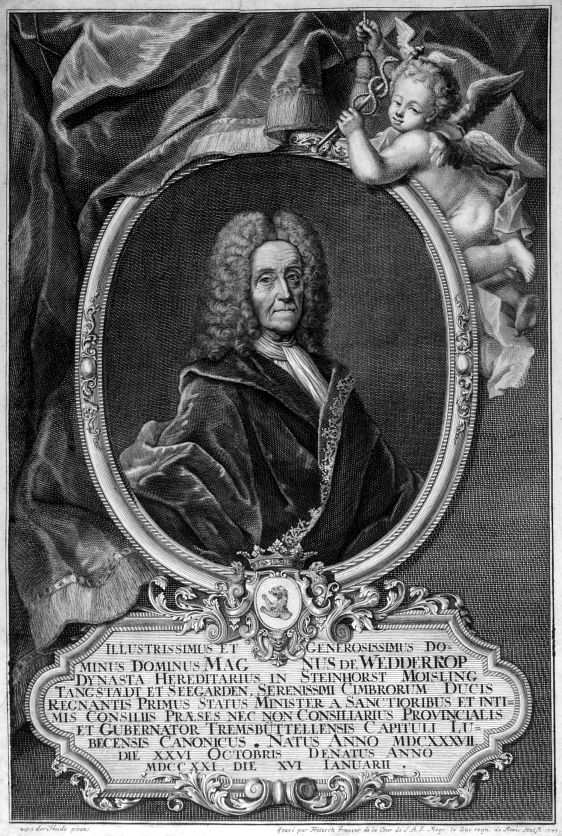
Magnus von Wedderkop

### Canonici semi-integrati
1. Adolf Franz Friedrich von der Lippe (1672–1752), seit 31. März 1688, katholischer Domherr (dänische Partei)
2. Hans von Thienen (1686–1742), seit 2. Mai 1692, später (1733) Dekan
3. Christian zu Rantzau (1683–1729), seit 29. Juni 1692
4. Otto von Reventlow (1683–1755), seit 15. Juni 1695
5. Carl von Dänemark (1680–1729), seit 28. Oktober 1699
6. Christian Voskamp (1686–1732), seit 3. August 1700

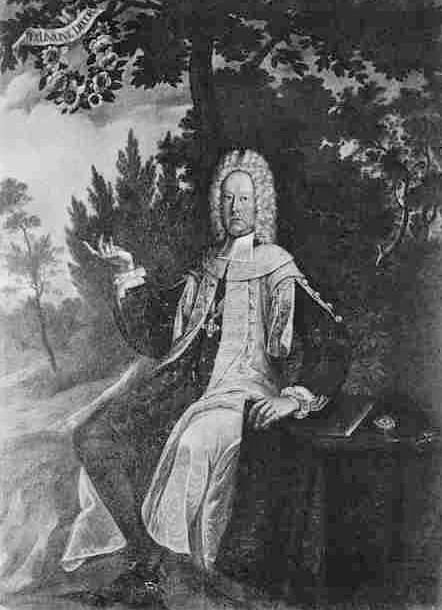
Adolf Franz Friedrich von der Lippe
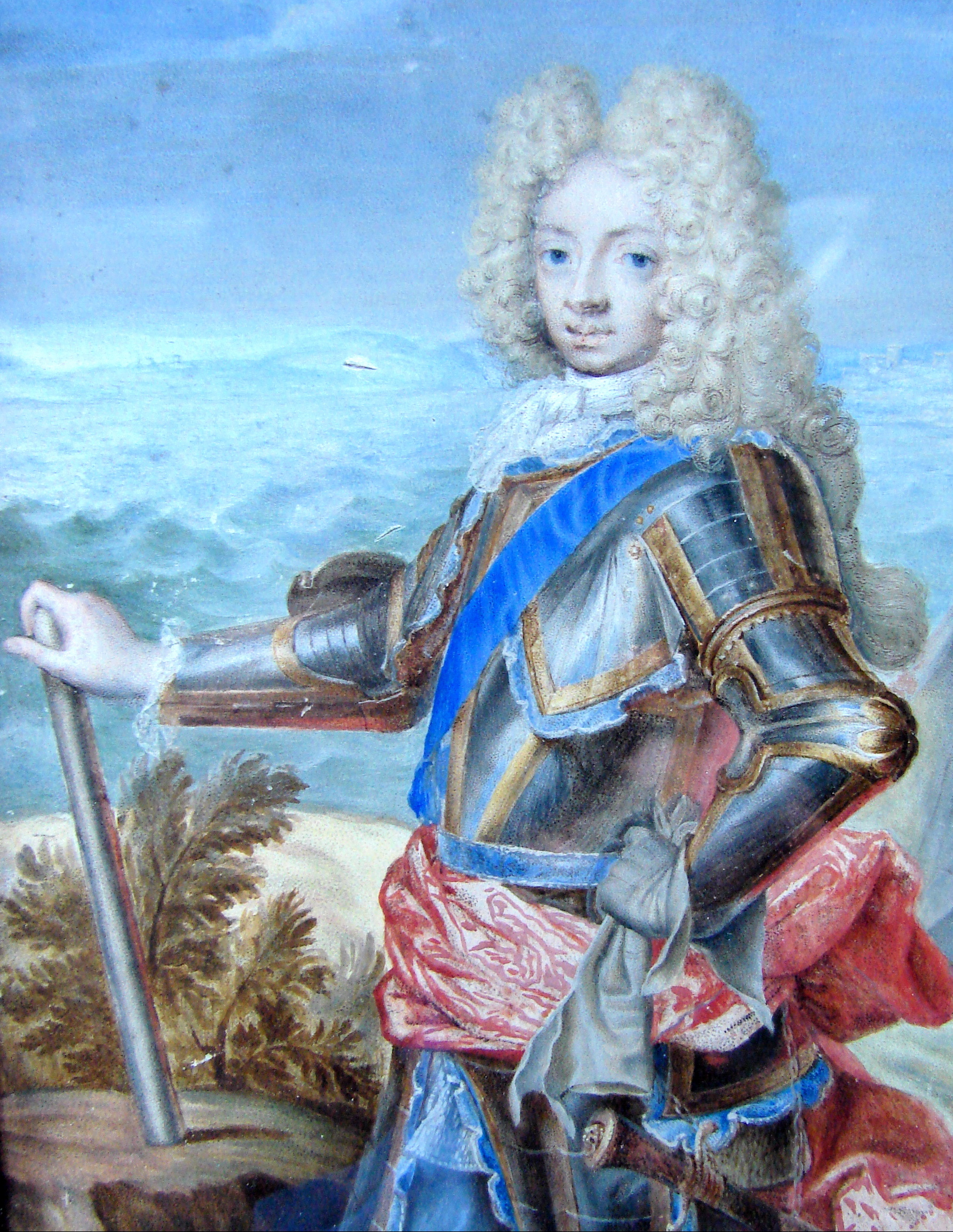
Prinz Carl von Dänemark

### Canonici in herbis
1. Claus von Reventlow (1693–1758), seit 5. März 1701
2. Detlev Christian von Brockdorff († 1711), seit 21. März 1701
3. Johann Hinrich Dammers († 1742), seit 25. April 1701, katholischer Domherr
4. Gottfried von Wedderkop (1690–1741), seit 12. Oktober 1701
5. Friedrich Christian von Wedderkop (1697–1756), seit 25. November 1702
6. Ignatius Joseph von Lützow (1695–1745), seit 4. Januar 1704, a.d.H. Goldenbow, katholischer Domherr
7. Friedrich Pincier von Königstein (1698–1732), seit 24. Oktober 1704

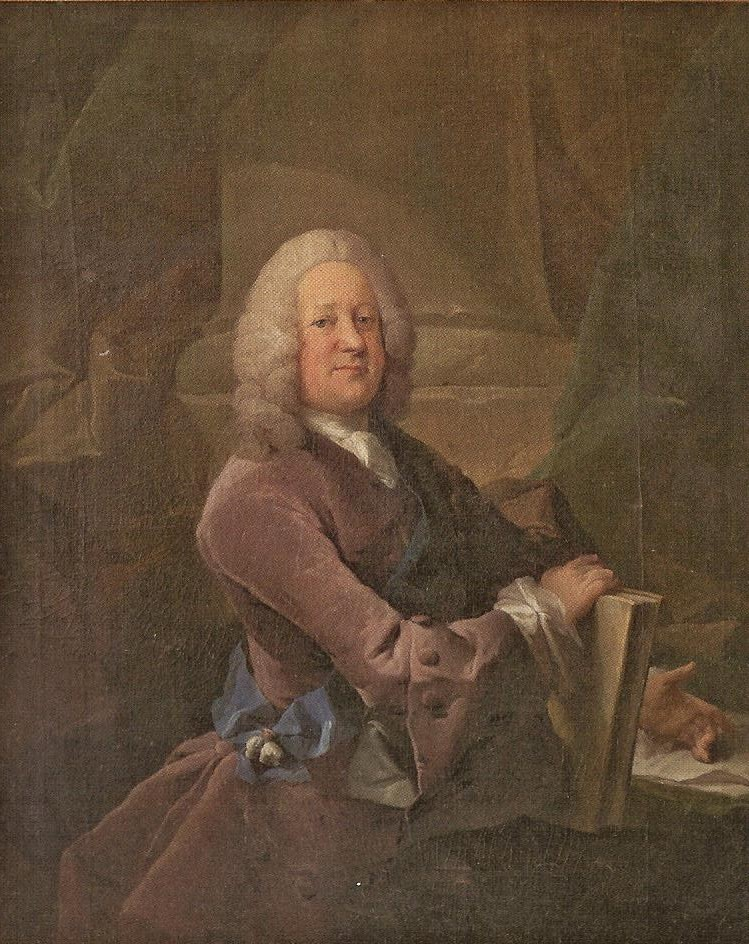
Claus Graf Reventlow

### Livonistenpräbende
(ohne Sitz und Stimme im Kapitel)
- Christian August Rantzau, seit 1701 (s. o.)